# Săliște
Săliște, în limba latină Magna Villa Valachicalis (marele sat al românilor), (în dialectul săsesc Selischte, în germană Großdorf, Grossdorf, Langendorf, Langesdorf, în maghiară Szelistye) este un oraș în județul Sibiu, Transilvania, România, format din localitățile componente Aciliu, Amnaș, Crinț, Fântânele, Galeș, Mag, Săcel, Săliște (reședința), Sibiel și Vale. A fost declarat oraș în 2003. O instituție foarte importantă a orașului, alături de conducerea acestuia și de biserică a fost și este școala.
Școala din Săliște este atestată documentar din anul 1616, dar există certitudini că a existat înainte de această dată. A funcționat, ca toate școlile de bucoavnă, pe lângă biserică, sub aripa căreia s-a dezvoltat și în secolele ce au urmat. A fost apoi școală confesională, școală normală capitală cu patru clase, cu drept de a elibera diplome (1865), având un rol central în promovarea culturii și păstrarea limbii române în această parte a Ardealului. Atunci când biserica nu a mai fost suficient de încăpătoare pentru toți copiii ce doreau să învețe carte, s-au închiriat case din sat pentru școală, sau chiar casa învățătorului era folosită în acest scop. Apoi a urmat construcția localurilor de școală, adevărate ctitorii, în 1821, 1863, 1870, 1888, 1903, 1926, 2008. Cele două localuri de școală, "Școala de sus" și "Școala de jos" , asupra cărora s-a lucrat aproape două secole, au săli de clasă spațioase, dar mai ales trebuie vizitată Sala festivă a școlii, construită în 1903, care impresionează prin decorațiunile interioare inspirate din sălile de spectacole vieneze.
Azi, școala din Săliște se numește Liceul Tehnologic "Ioan Lupaș", cu profil economic; este unitate școlară cu personalitate juridică, având elevi de la vârsta preșcolară până în clasa a XII-a, din Săliște și din toate satele și comunele din Mărginimea Sibiului.

## Etimologie
Istoricul Nicolae Densusianu precizează astfel această etimologie: «Acestor tătari vechi, li se atribuie: 
1 diferitele resturi de olării primitive (neolitice), ce se găsesc pe teritoriul țării; 
2 mormintele cu pietre mari, nelucrate; 
3 chiliile săpate prin stânci; 
3 cetățile vechi de pământ și de zid; 
4 fântânile și conductele de apă ce se descoperă prin ruinele acestor fortificații; 
5 cărămizile groase, scoase de țărani cu plugurile de pe câmpurile de arătură; 
6 caldarâmurile sau drumurile împietrite; 
7 movilele cele mari ce se întind în șiruri lungi către Dunăre și către părțile de jos ale Moldovei; 
8 un număr însemnat de sate pustiite, pe unde se găsesc resturi de construcții antice, care se numesc seliștile tătărești.»[14]

## Demografie
Componența etnică a orașului Săliște
     Români (87,62%)
     Romi (1,7%)
     Alte etnii (0,42%)
     Necunoscută (10,26%)
Componența confesională a orașului Săliște
     Ortodocși (87,34%)
     Alte religii (1,93%)
     Necunoscută (10,74%)
Conform recensământului efectuat în 2021, populația orașului Săliște se ridică la 5.710 locuitori, în creștere față de recensământul anterior din 2011, când fuseseră înregistrați 5.421 de locuitori. Majoritatea locuitorilor sunt români (87,62%), cu o minoritate de romi (1,7%), iar pentru 10,26% nu se cunoaște apartenența etnică. Din punct de vedere confesional, majoritatea locuitorilor sunt ortodocși (87,34%), iar pentru 10,74% nu se cunoaște apartenența confesională.

## Politică și administrație
Orașul Săliște este administrat de un primar și un consiliu local compus din 15 consilieri. Primarul, Horațiu-Dumitru Răcuciu[*], de la Partidul Național Liberal, este în funcție din 2012. Începând cu alegerile locale din 2024, consiliul local are următoarea componență pe partide politice:
|  | Partid                    | Consilieri | Componența Consiliului | Componența Consiliului | Componența Consiliului | Componența Consiliului | Componența Consiliului | Componența Consiliului | Componența Consiliului | Componența Consiliului | Componența Consiliului | Componența Consiliului |
|  | ------------------------- | ---------- | ---------------------- | ---------------------- | ---------------------- | ---------------------- | ---------------------- | ---------------------- | ---------------------- | ---------------------- | ---------------------- | ---------------------- |
|  | Partidul Național Liberal | 10         |                        |                        |                        |                        |                        |                        |                        |                        |                        |                        |
|  | Partidul Social Democrat  | 5          |                        |                        |                        |                        |                        |                        |                        |                        |                        |                        |

## Obiective turistice și monumente

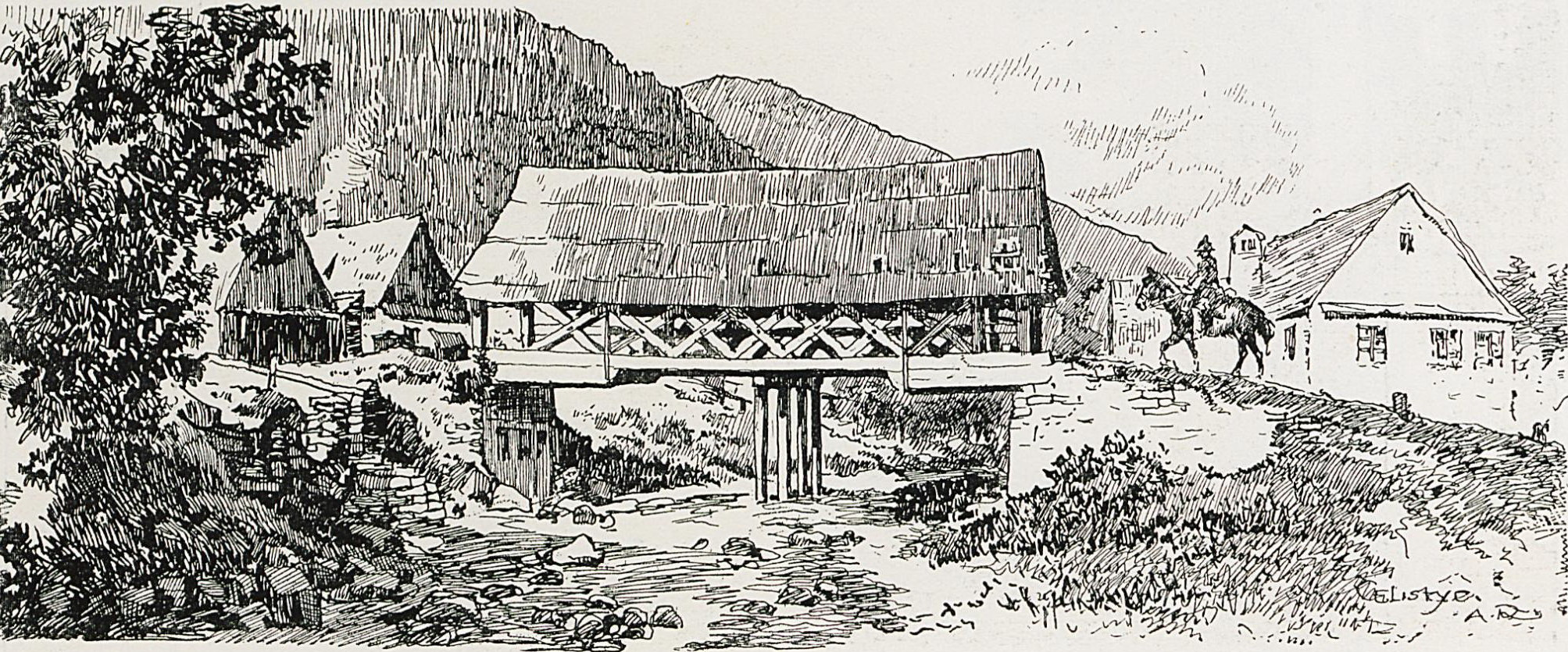
Gravură de Albert Reich, 1916

- Muzeul de icoane pe sticlă Pr. Zosim Oancea din Sibiel - cuprinde cea mai mare colecție de icoane pe sticlă din Ardeal (sec. XVIII-XIX).
- Monumentul Eroilor Români din Primul Război Mondial. Troița este amplasată în Piața Eroilor din Săliște și a fost dezvelită în anul 1933. Monumentul este realizat din lemn și are o înălțime de 4 m, fiind ridicat din inițiativa “Societății Cultul Eroilor”. Pe fațada Troiței se află următorul înscris: „Ridicată în al treilea an al domniei M.S. Regelui Carol al II-lea, pentru cinstirea eroilor întregirii neamului“.
- Biserica Eroilor din Foltea-Săliște a fost ridicată între anii 1922-1923, din inițiativa Mitropolitului Ardealului Dr. N. Bălan, la stăruințele Protopopului Dr. D. Bacia și inginerilor D. Marcu, Ilie Martin, precum și ale epitropului D. Ghiboiajin, folosindu-se donațiile locuitorilor Săliștei. Biserica este realizată din piatră și lemn, iar în interior este decorată cu icoane și picturi murale. În lăcașul de cult sunt înscrise numele a 25 eroi români căzuți pe frontul austriac, între anii 1914-1919, precum și numele a 32 eroi români, căzuți pe frontul român, între anii 1916-1919.
- Muzeul Parohial sau Muzeul Protopopiatului, unde sunt adăpostite obiecte de cult, tablouri și cărți.[8]

### Biserica ortodoxă „Înălțarea Domnului”

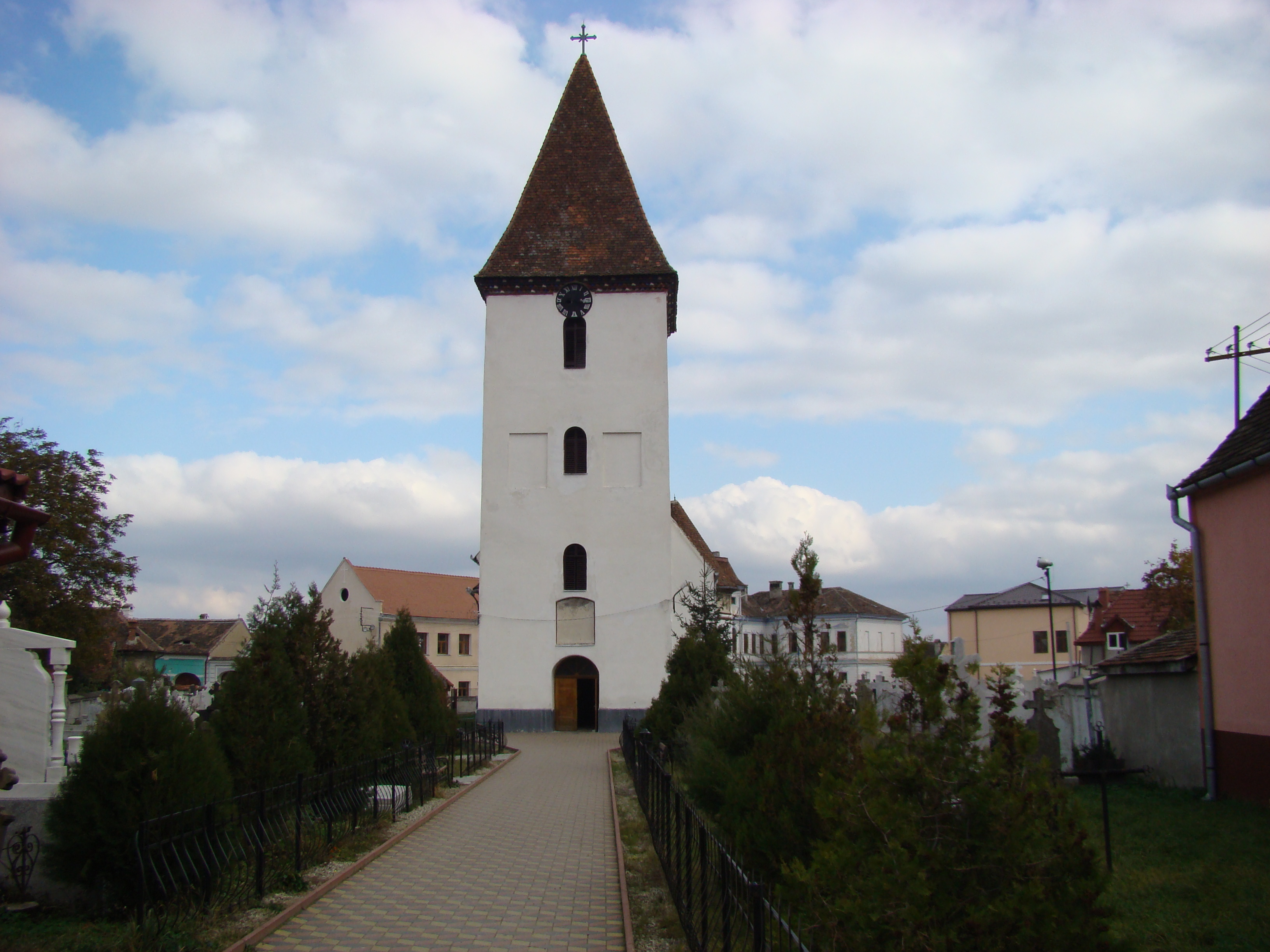
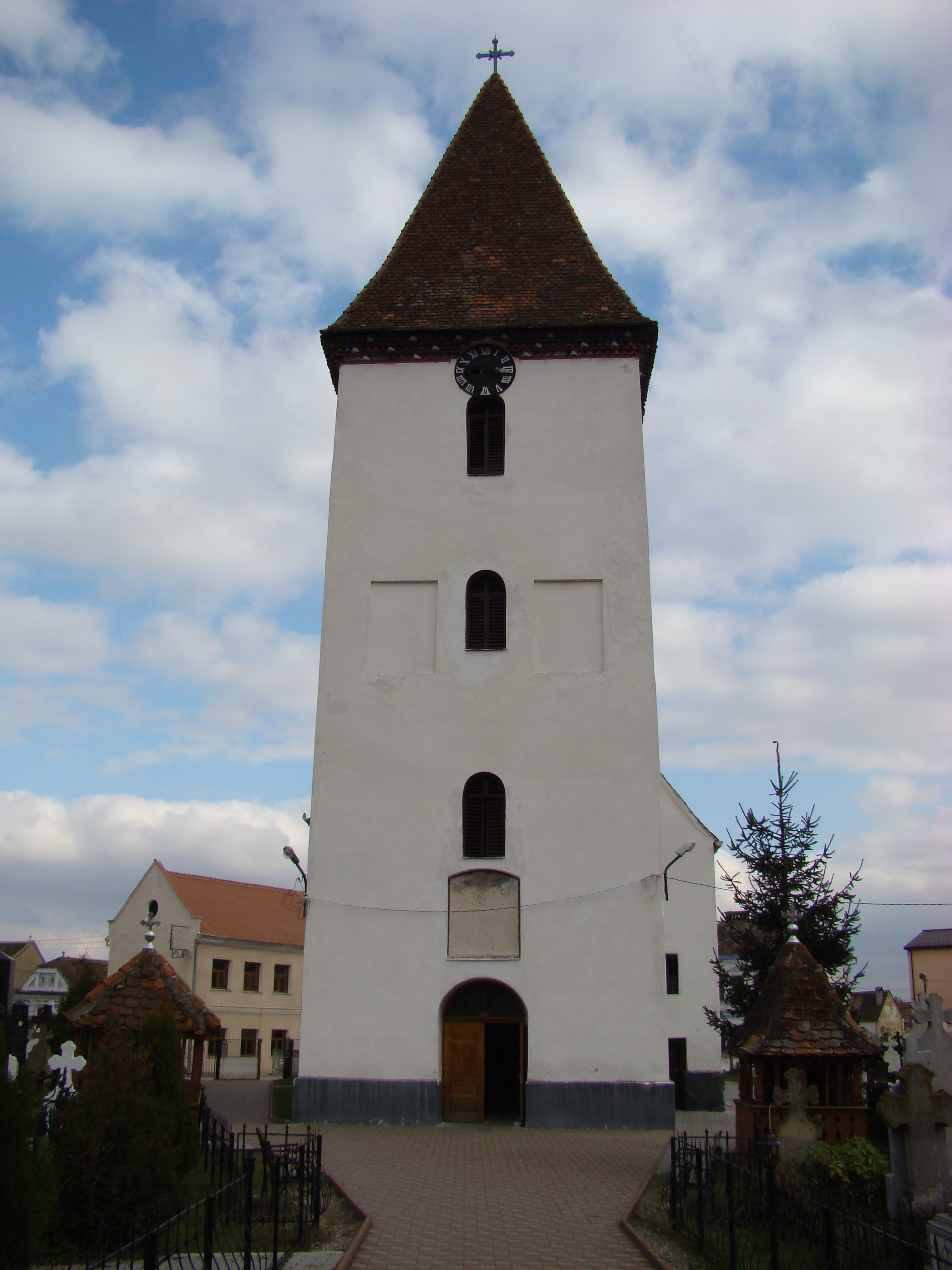
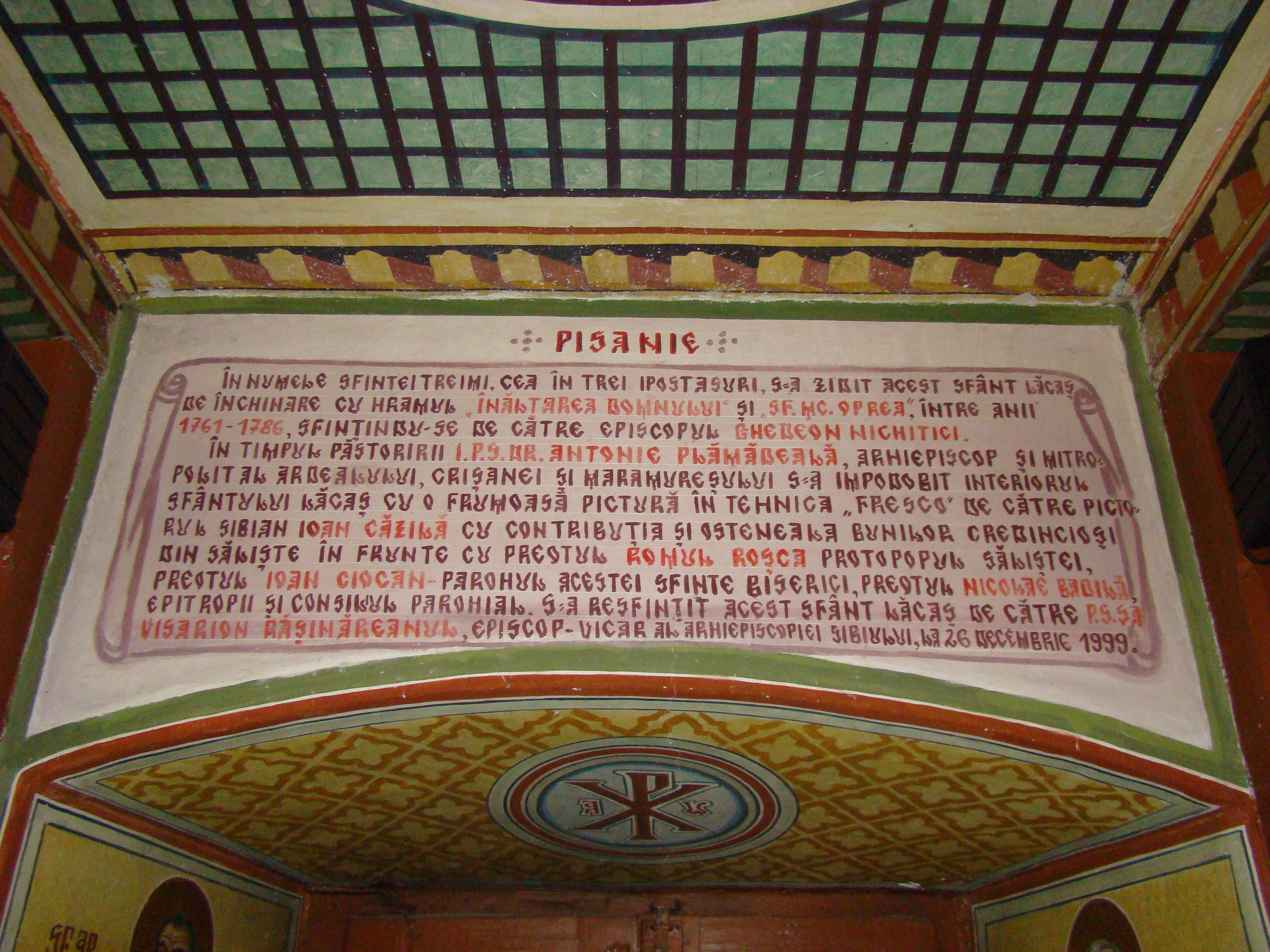
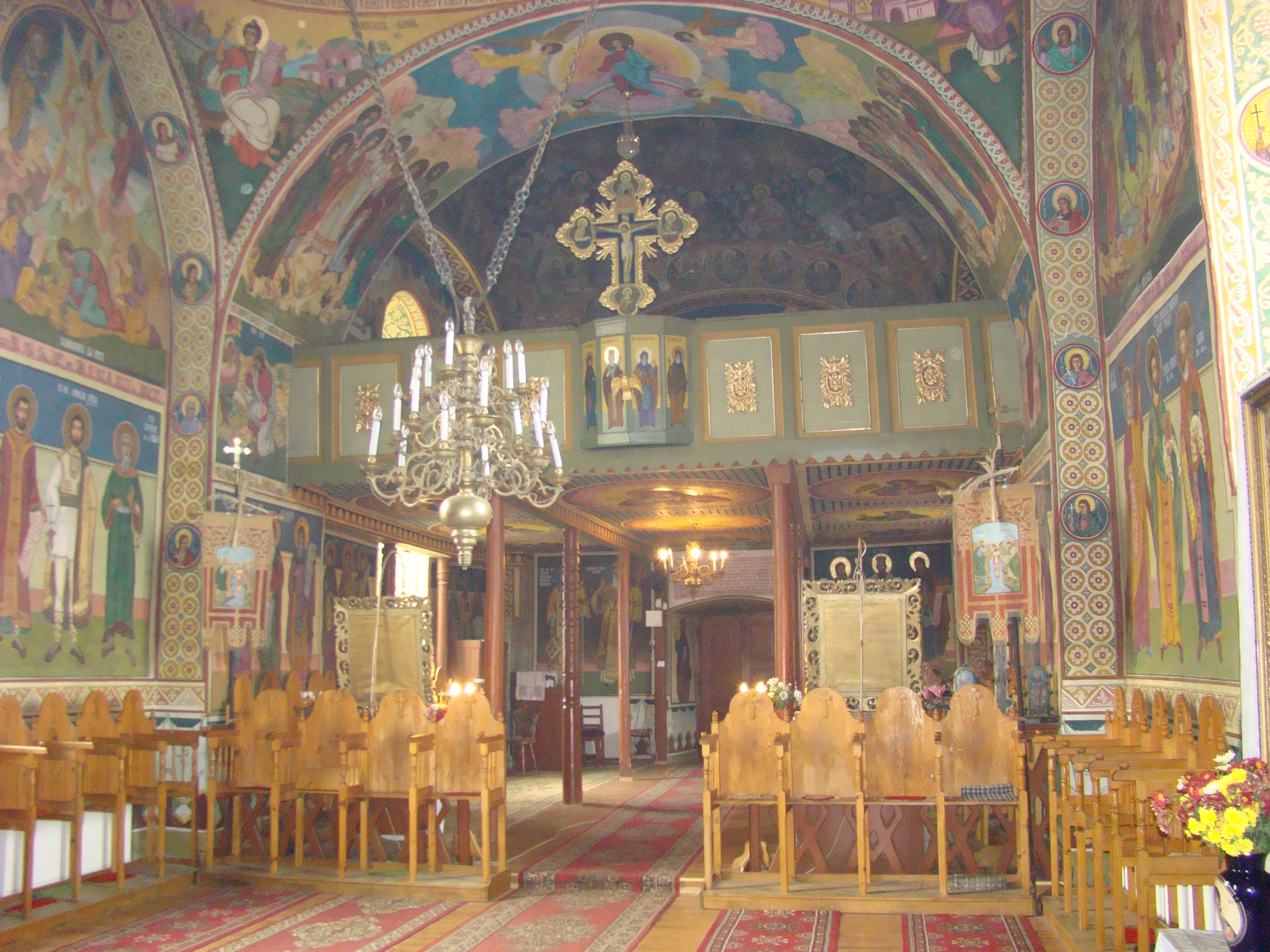
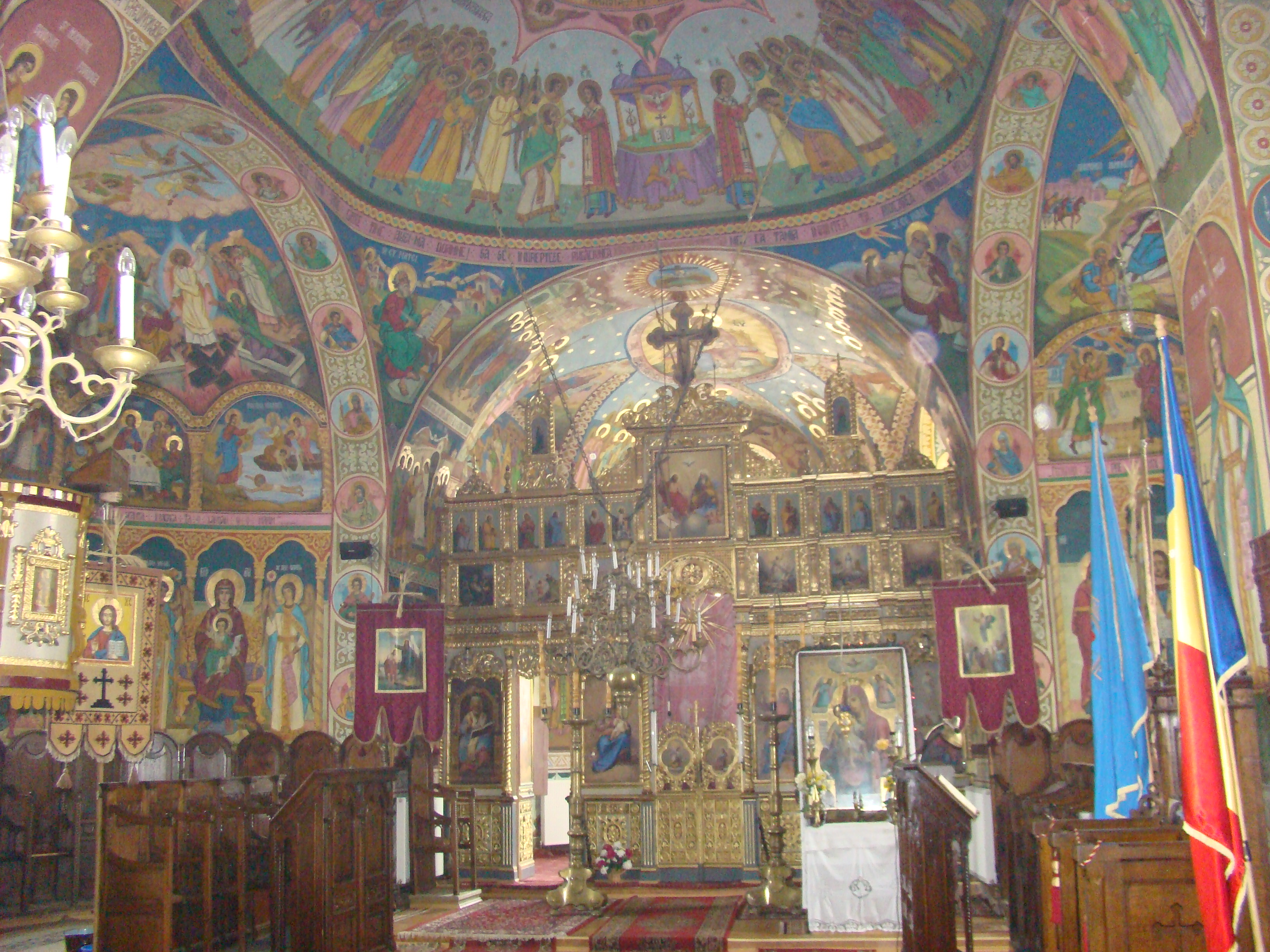

### Monumente istorice
- Biserica „Nașterea Sfântului Ioan Botezătorul” din Grui
- Biserica „Înălțarea Domnului"

## Vezi și
- Muzeul de Icoane pe Sticlă „Pr. Zosim Oancea”
- Biserica Sfânta Treime din Sibiel
- Biserica de lemn de la Schitul Foltea
- Biserica Sfântul Ierarh Nicolae din Fântânele, Sibiu
- Biserica Intrarea în Biserică a Maicii Domnului din Galeș
- Biserica Sfânta Treime din Vale, județul Sibiu
- Frumoasa (arie de protecție specială avifaunistică)

## Personalități
- Dr.Ioan Lupaș, protopop, profesor universitar, istoric, academician.
- Dr.Onisifor Ghibu, profesor de pedagogie, academician.
- Dumitru Roșca, filozof, profesor universitar, academician.
- Mircea Desideriu Banciu, chimist, academician.
- Nicolae Vulcu (1870 - 1941), deputat în Marea Adunare Națională de la Alba Iulia 1918
- Axente Banciu (1875-1959), profesor, publicist, membru al Academiei Române.
- Dionisie Romano (1806-1873), episcop, cărturar, traducător, academician.
- Ilie Șteflea (1887-1946), a fost un general și politician român, Șef al Marelui Stat Major în perioada 20 ianuarie 1942 - 23 august 1944, care a luptat în cele două războaie mondiale. A fost arestat la data de 11 octombrie 1944, sub învinuirea de a fi fost omul mareșalului Ion Antonescu. A fost trecut în rezervă la data de 10 februarie 1945, fiind acuzat că a contribuit, în funcția pe care o deținuse, la dezastrul țării și al armatei. A murit la data de 21 mai 1946, în domiciliul său din București.
- Ioan Moga (1902 - 1950), profesor universitar, istoric;
- Marina Hociotă (1896 - 1977), călugăriță;
- Dr.Ing.Ec. Ioan Popa-Popoiu (n. 1920 la Fântânele - d. 2005 în Erlangen, Germania), doctor în economie, fost director economic la firma Siemens AG din orașul Erlangen.
- Nicolae Peligrad (1924-2002), absolvent al Politehnicii din Timișoara, doctor inginer, cercetător principal gradul I la Institutul de Cercetare si Proiectare Utilaj Petrolier (IPCUP) Bucuresti/Ploiesti, autor de monografii, profesor si inventator (inventatorul primului convertizor hidraulic, brevetat, dezvoltat si produs integral in România anilor '60 - '70 competitiv cu produse similare produse de firme renumite cum ar fi Caterpillar - USA, Voith AG - Germania sau ABB -Elvetia).

## Primarii orașului
- 1992 - 1996 - Hanzu Ilie, independent
- 1996[9] - 2000 - Cazan Mihai-Eftimie, de la USD
- 2000[10] - 2004 - Băilă Dumitru Damian, de la PSDR
- 2004[11] - 2008 - Banciu Teodor Dumitru, de la PNL
- 2008[12] - 2012 - Banciu Teodor-Dumitru, de la PNL
- 2012[13] - 2016 - Horațiu-Dumitru Răcuciu, de la PDL
- 2016[14] - 2020 - Horațiu-Dumitru Răcuciu, de la PNL
- 2020 - 2024 - Horațiu-Dumitru Răcuciu, de la PNL

## Imagini

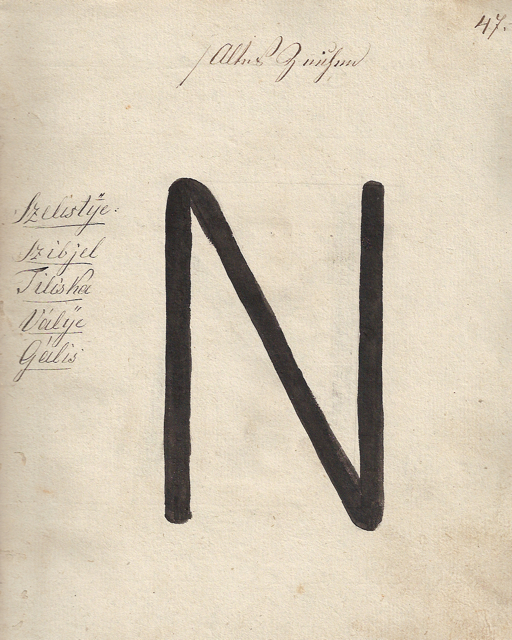
1826 - Danga pentru vitele din Săliște (vechi)
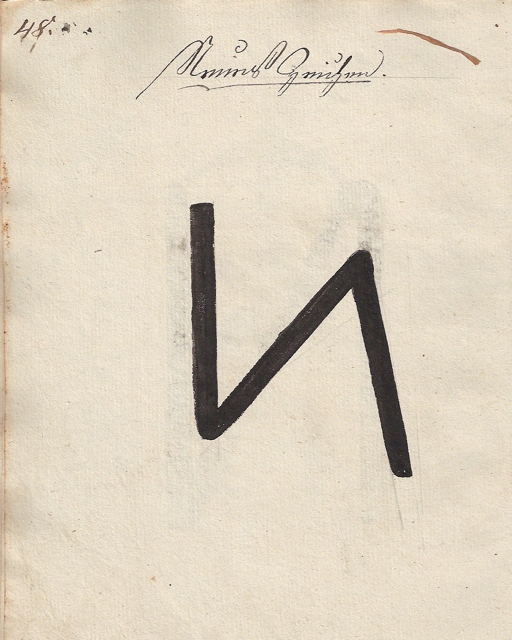
1826 - Danga pentru vitele din Săliște (nou)
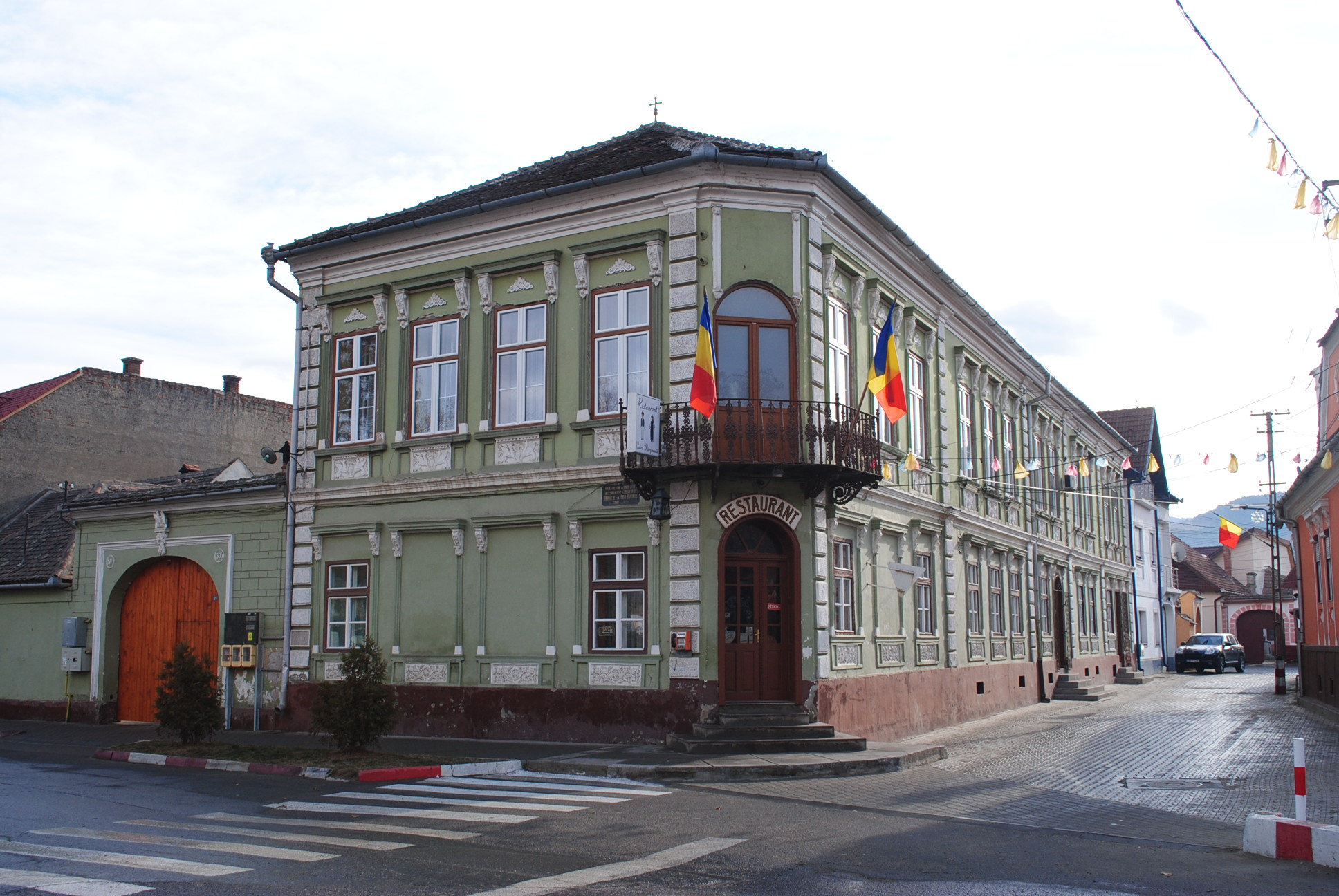
Centrul istoric
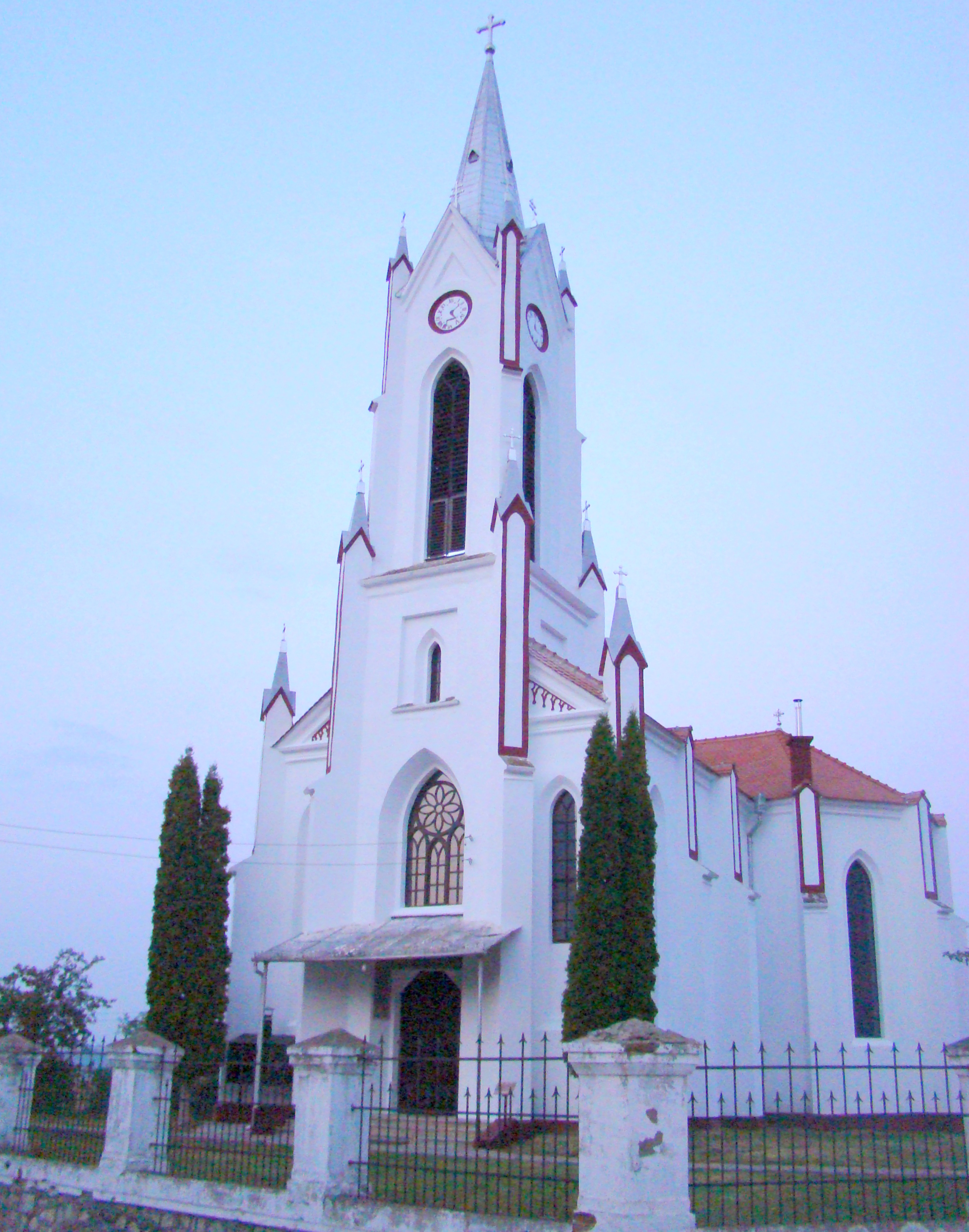
Biserica „Adormirea Maicii Domnului” din Brata
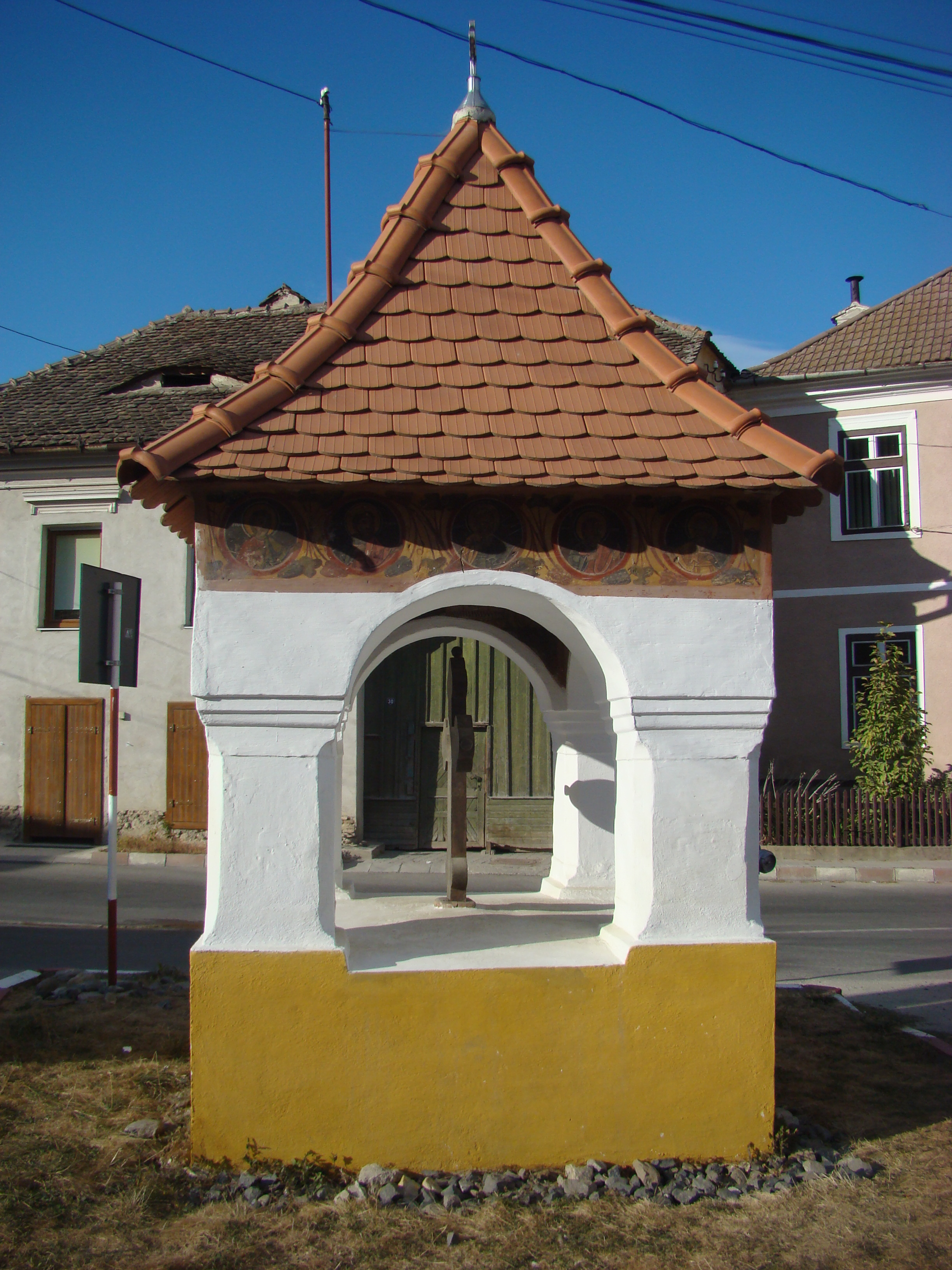
Troiță, monument istoric
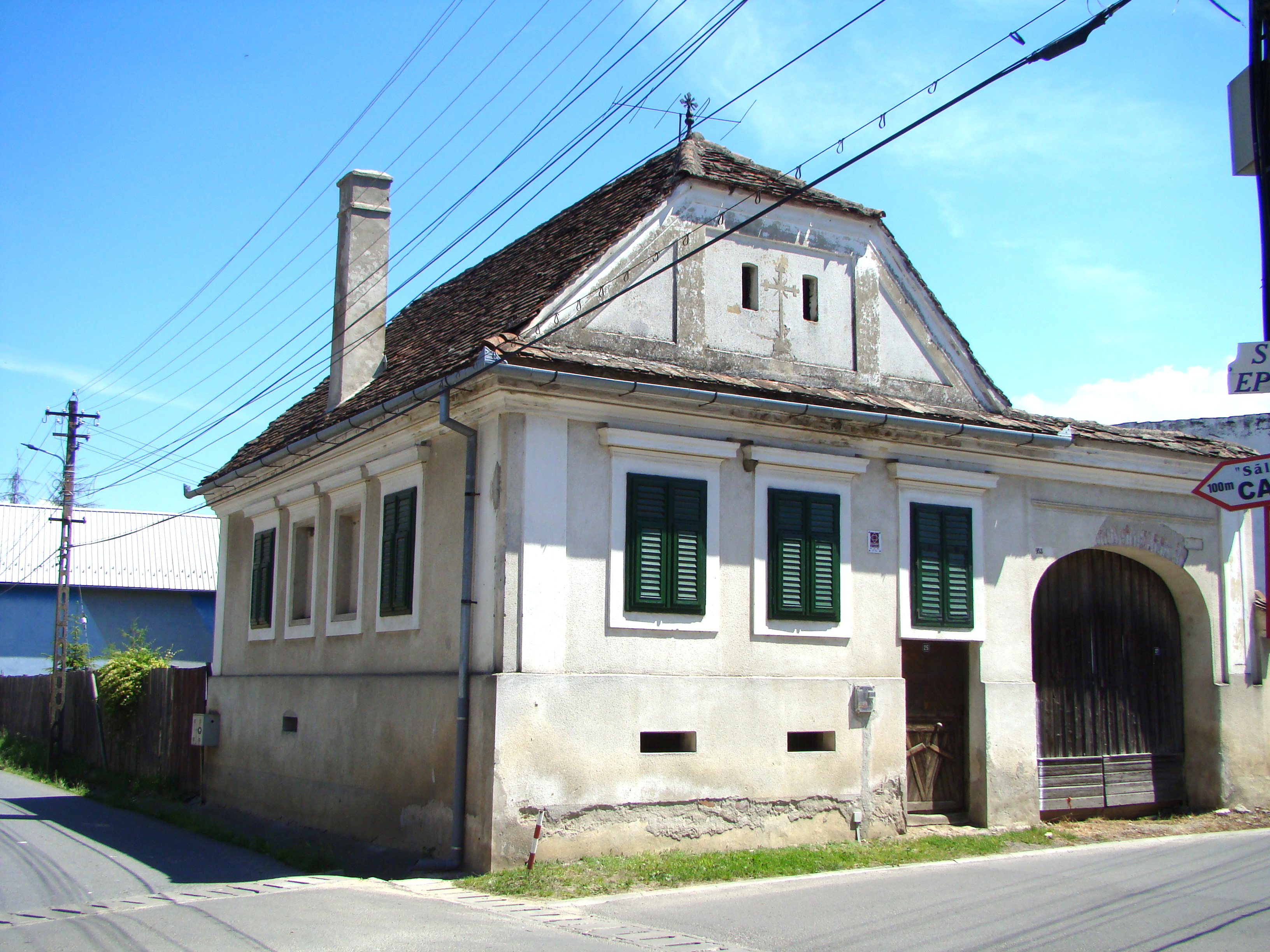
Casă, monument istoric (1881)
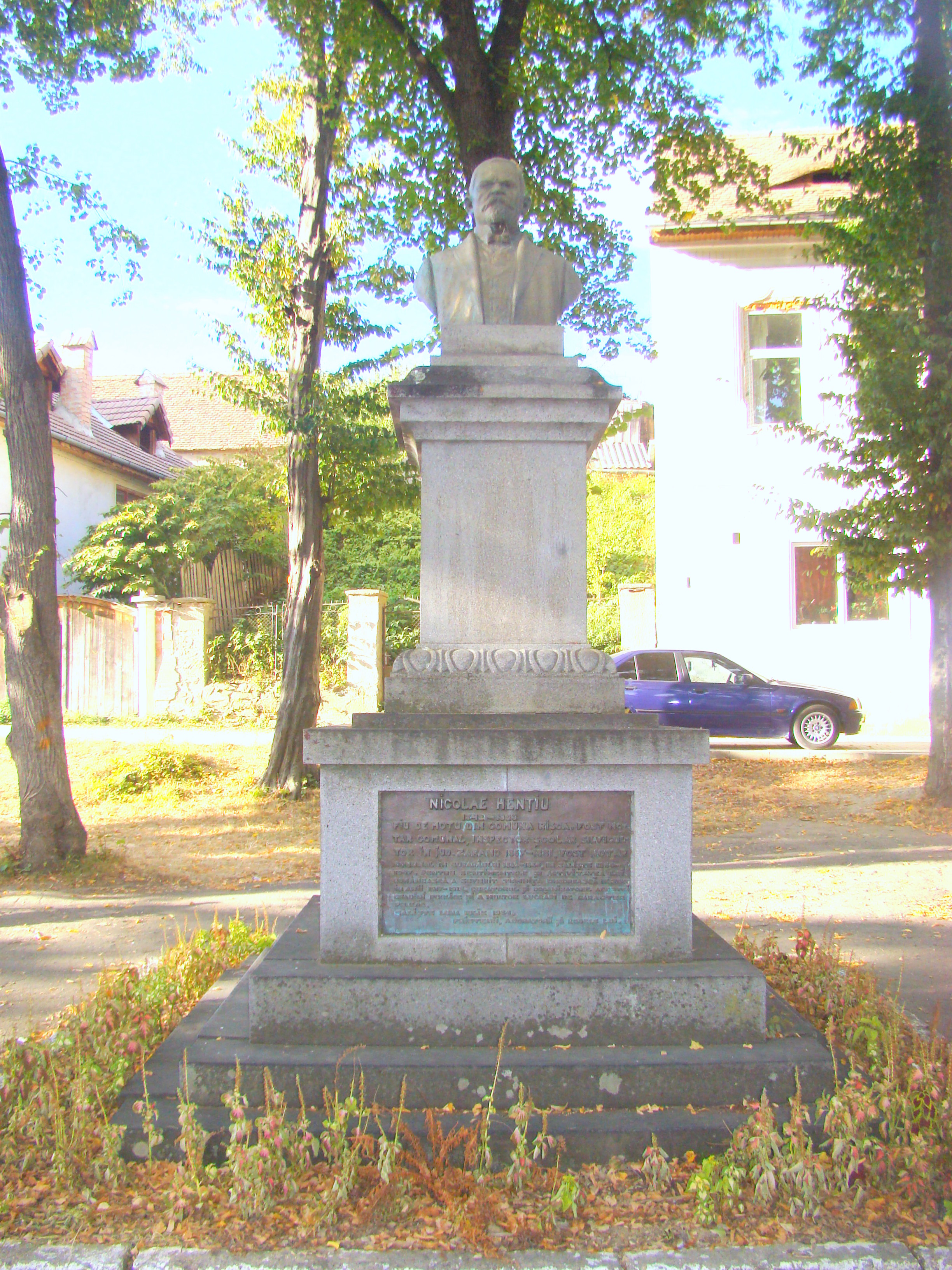
Bustul lui Nicolae Hențiu, monument istoric
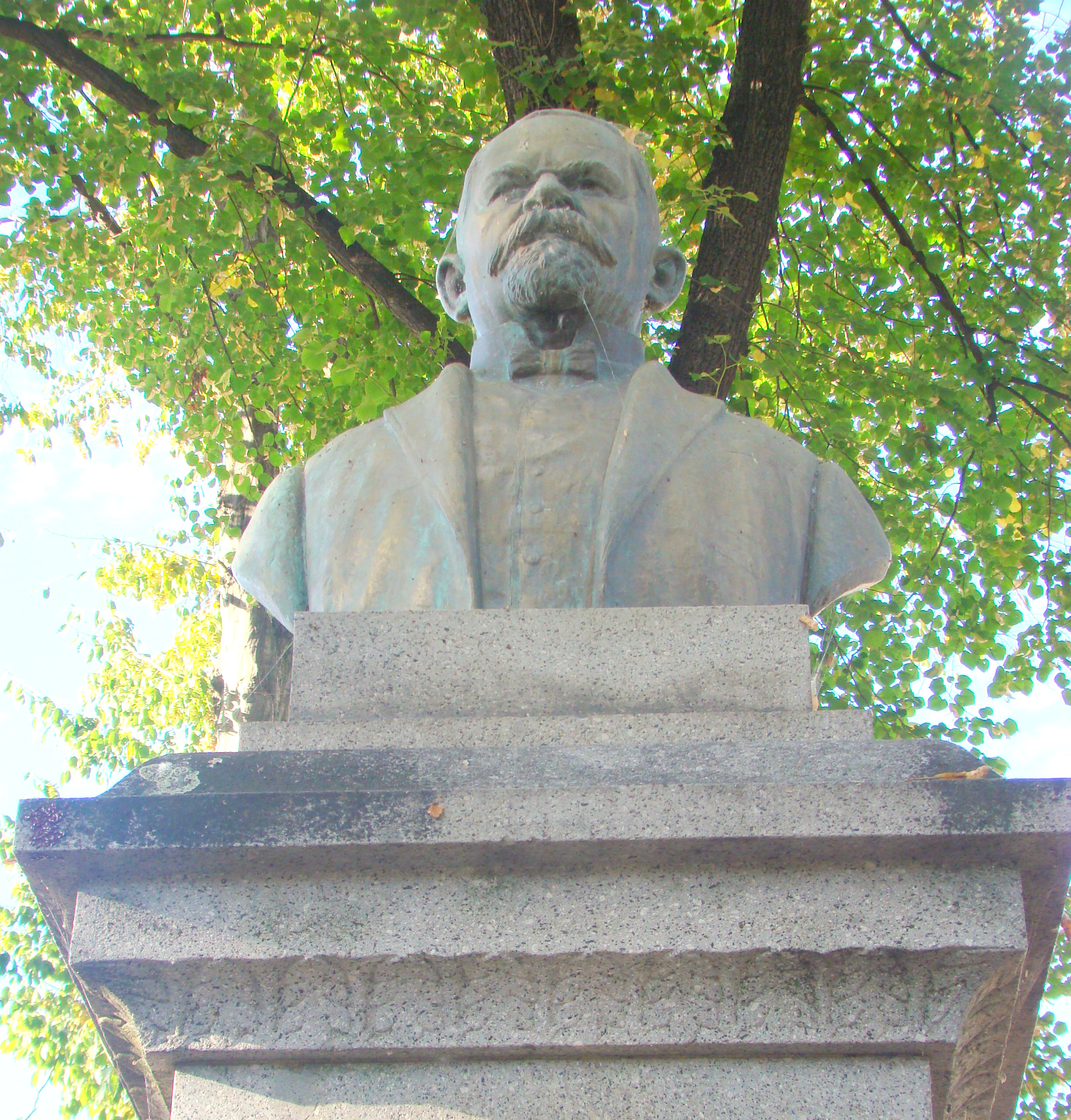
Bustul lui Nicolae Hențiu, monument istoric
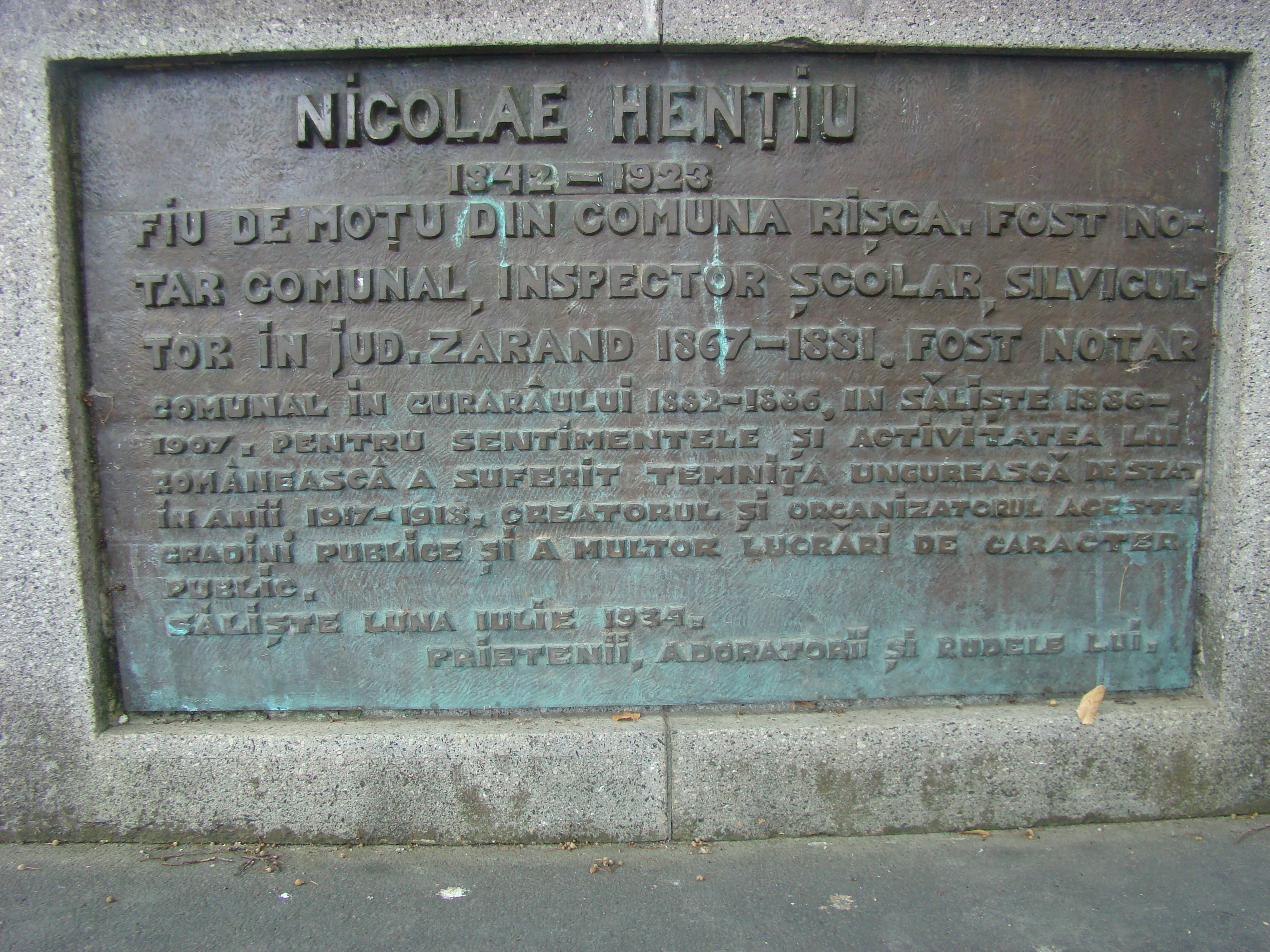
Bustul lui Nicolae Hențiu (inscripție)
Săliște (Pârâul Negru)
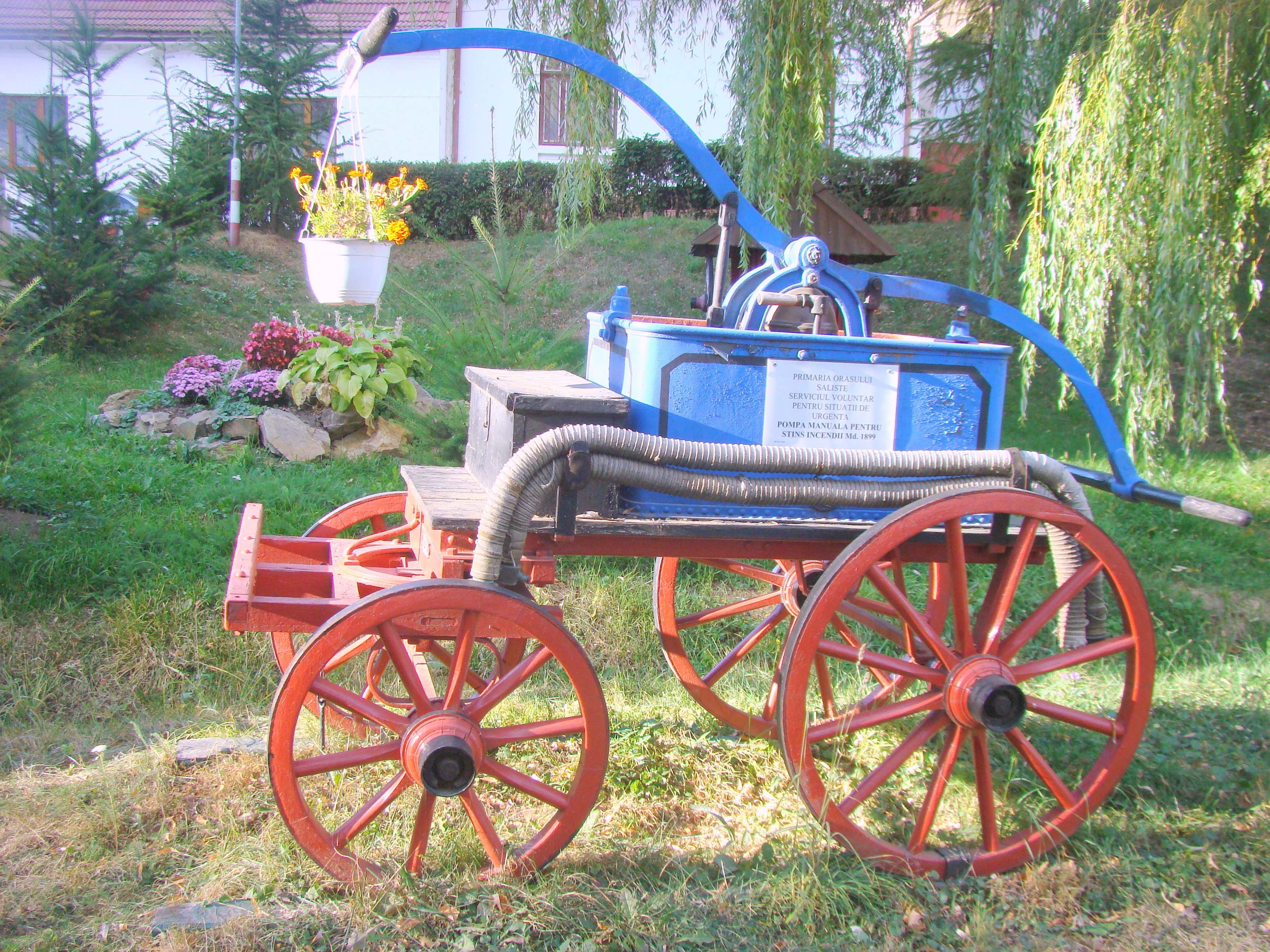
Pompă manuală pentru stins incendii (1899)
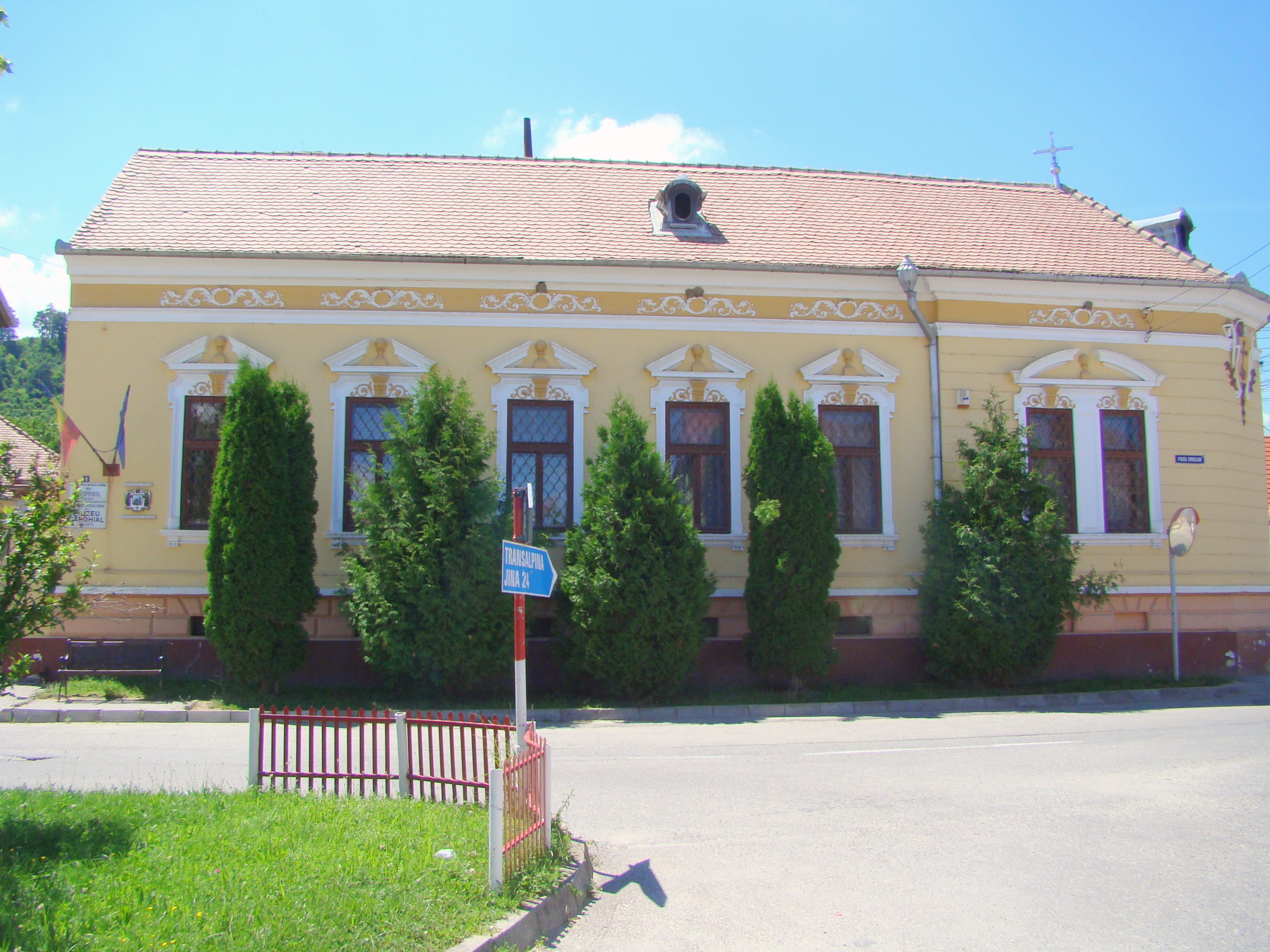
Protopopiatul și muzeul parohial Săliște
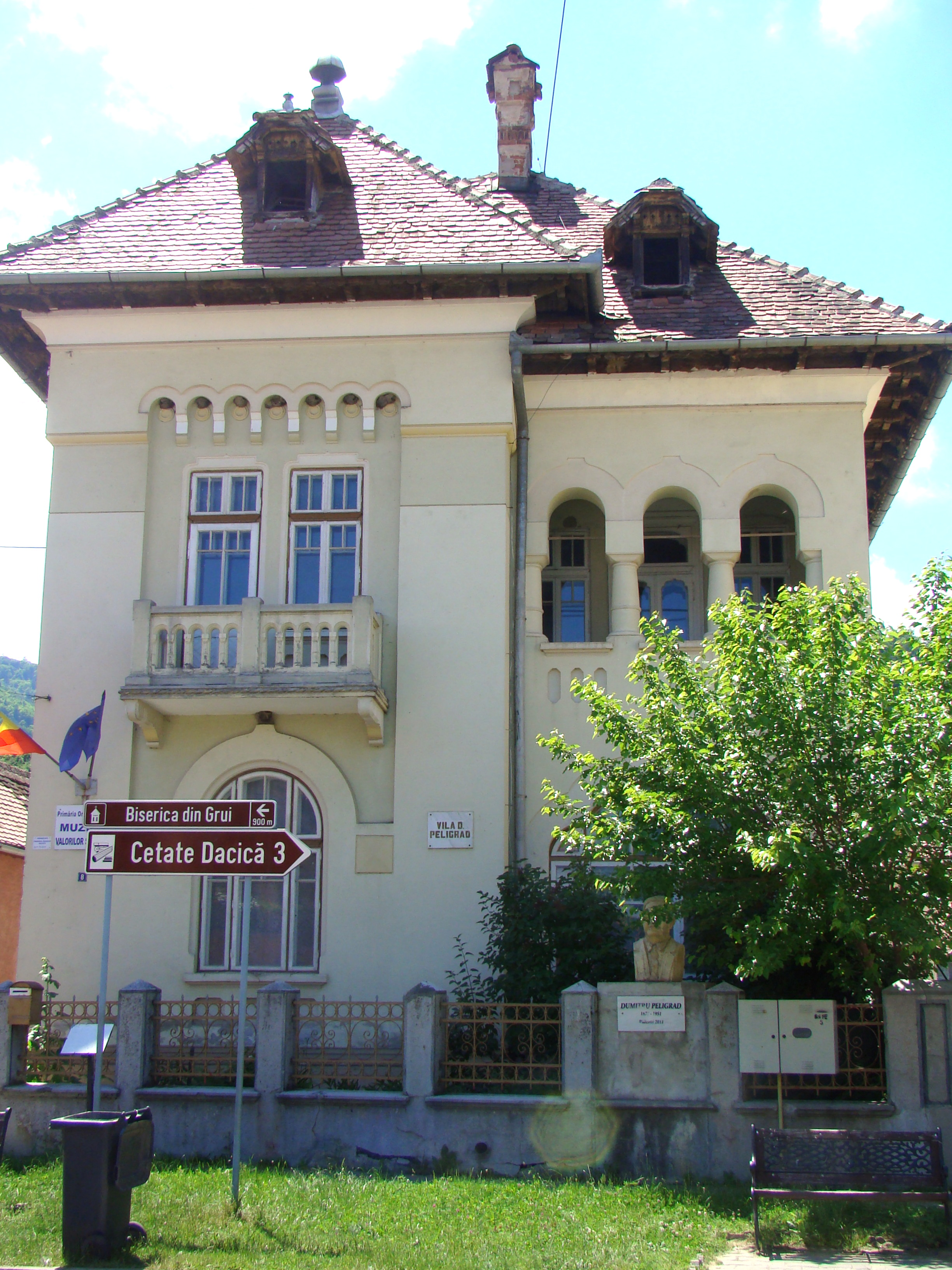
Vila Peligrad (Muzeul Culturii Săliștene)
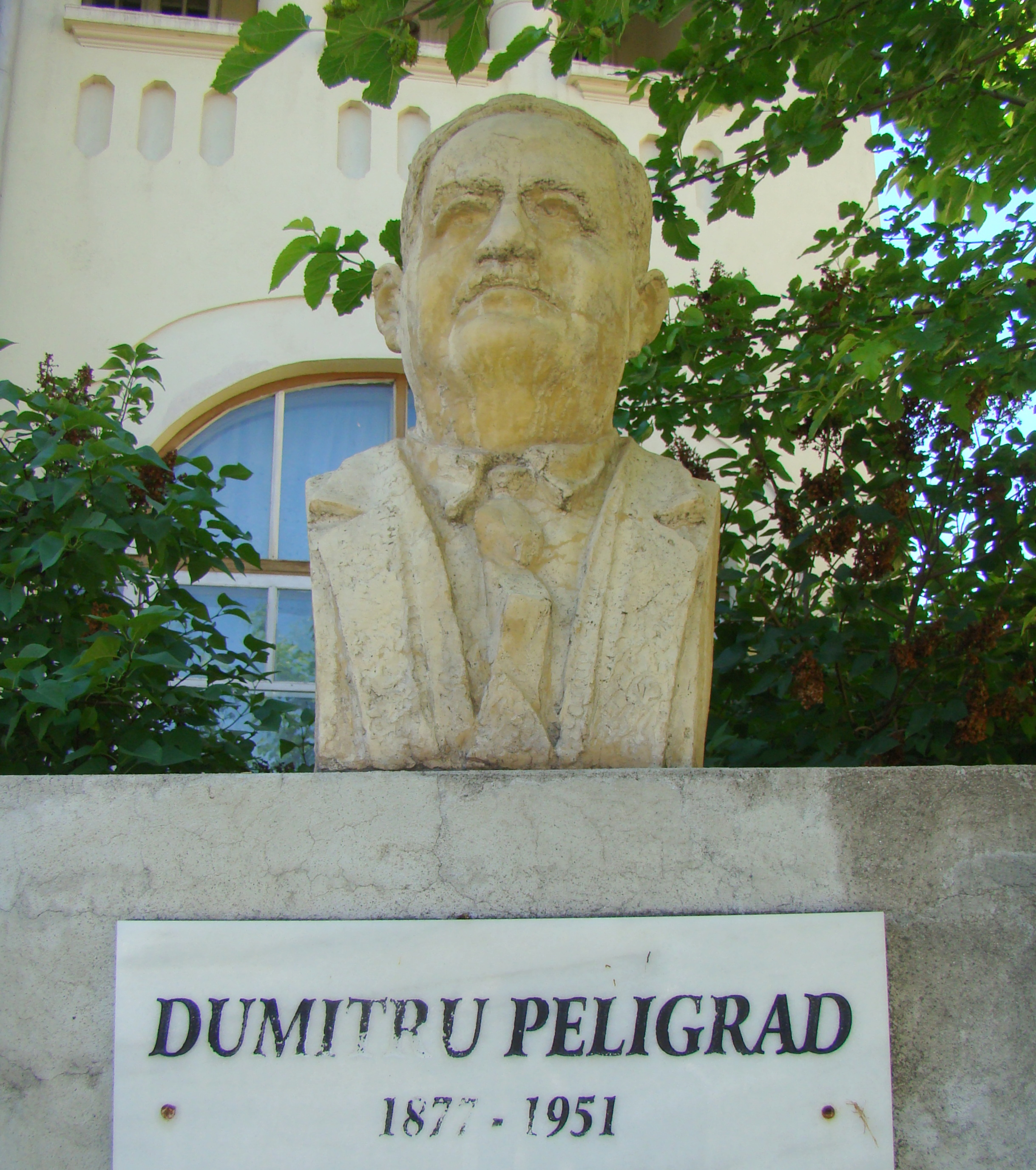
Bustul lui Dumitru Peligrad
Biserica „Nașterea Sfântului Ioan Botezătorul” din Grui (monument istoric)
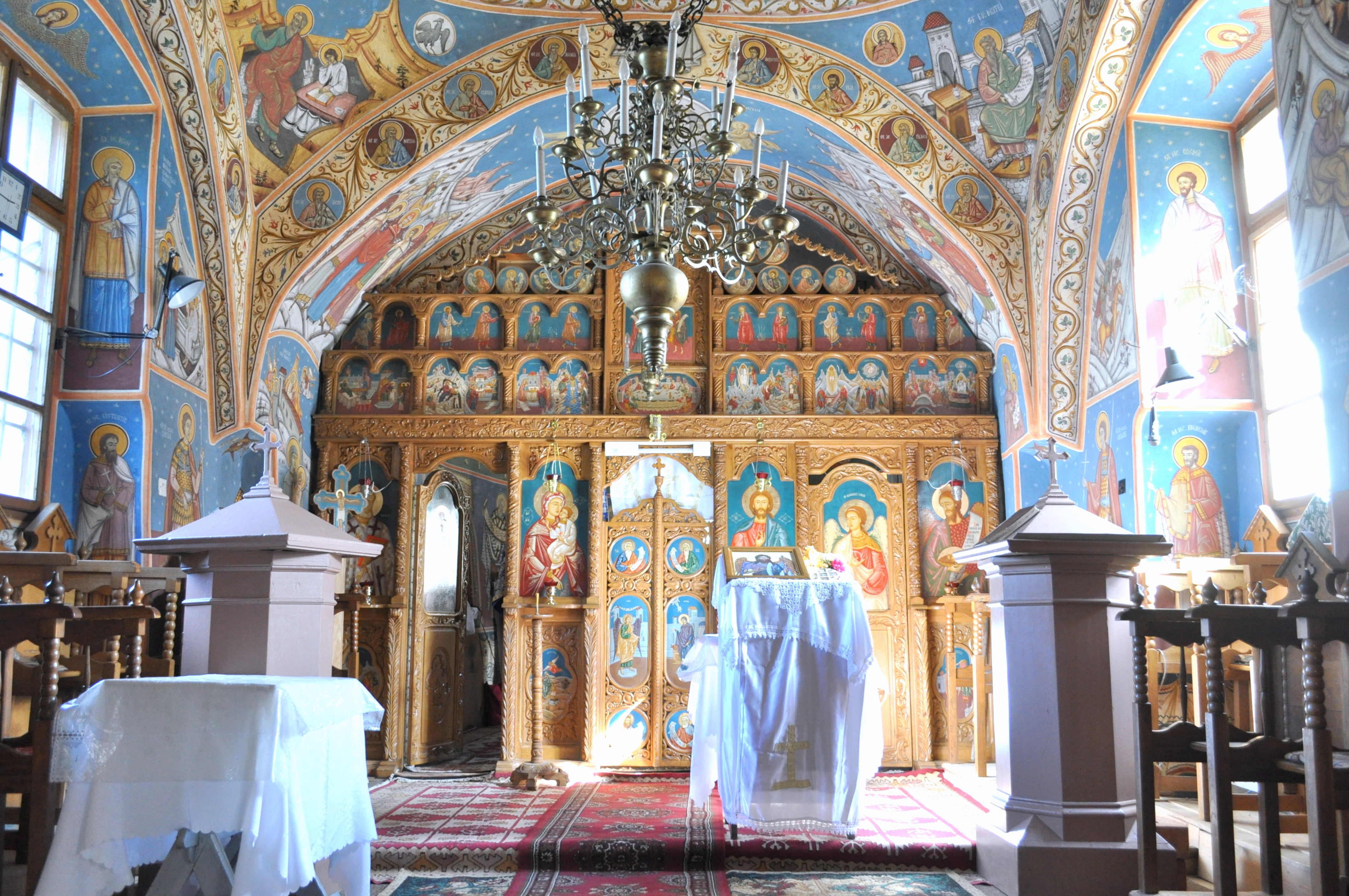
Biserica „Nașterea Sfântului Ioan Botezătorul” din Grui (1742)
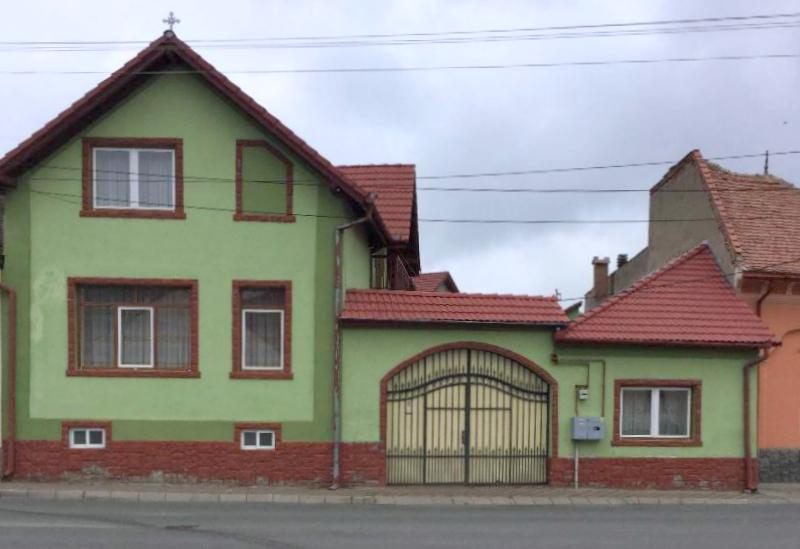
Casă, monument istoric, Piața Eroilor 2, 1885
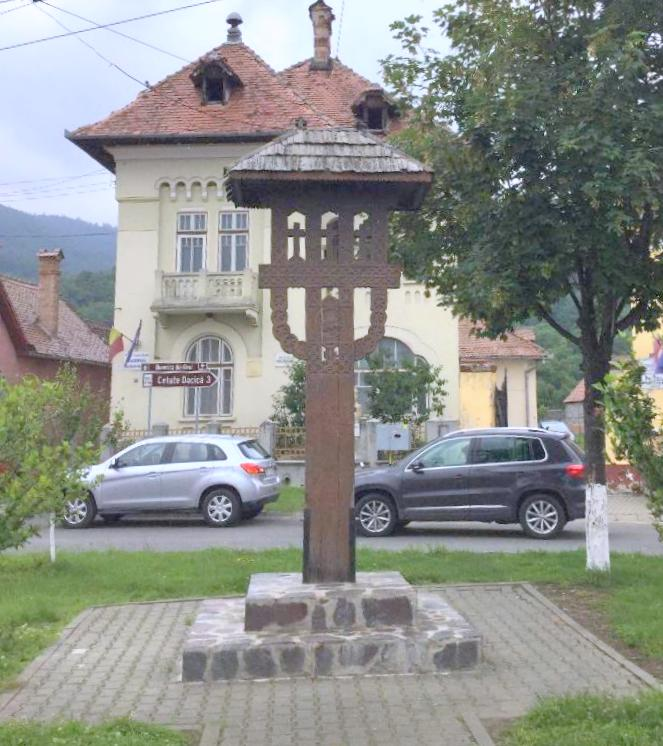
Monumentul Eroilor Români din Primul Război Mondial. Troița este amplasată în Piața Eroilor din Săliște și a fost dezvelită în anul 1933.
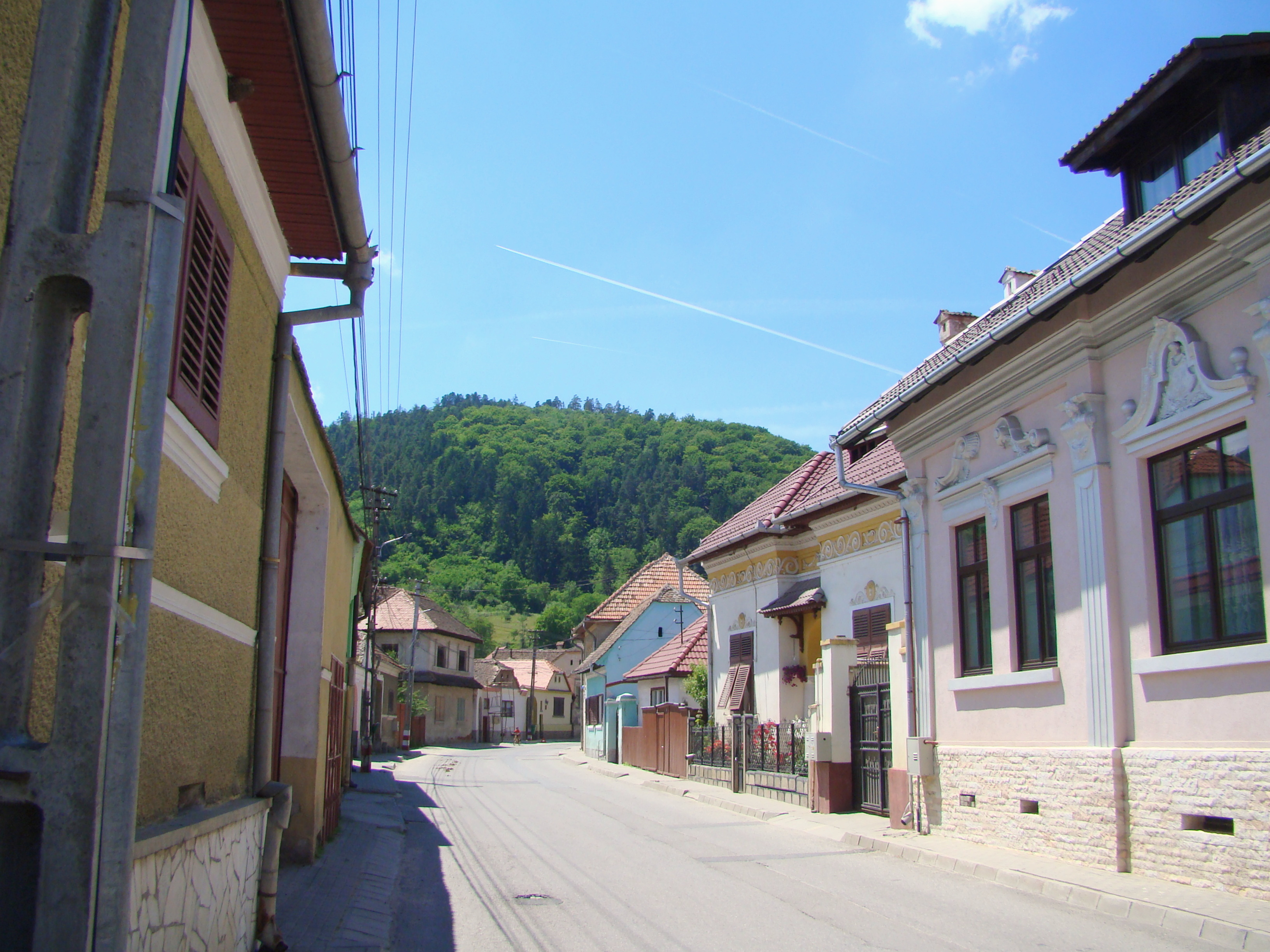
Centrul istoric
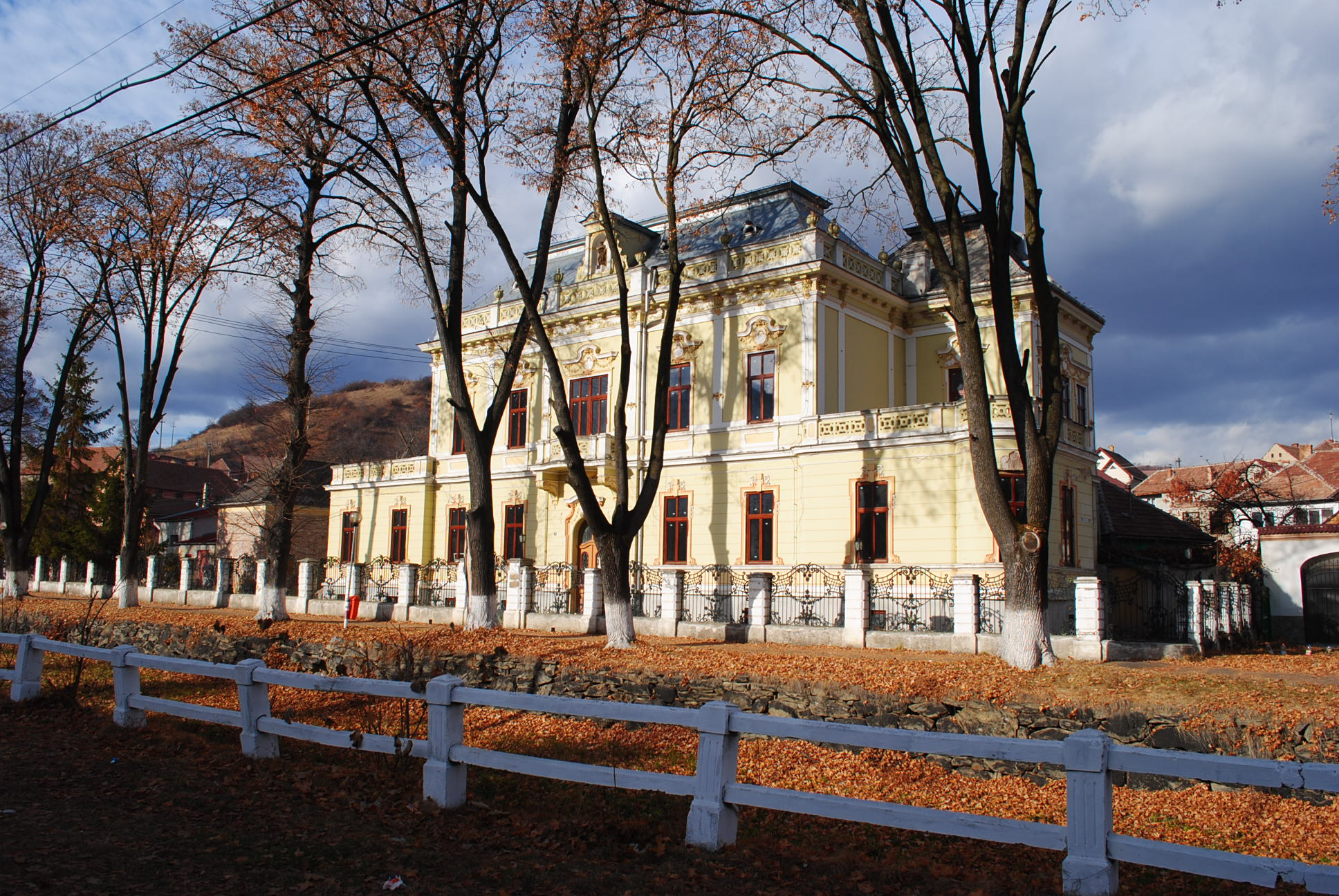
Centrul istoric
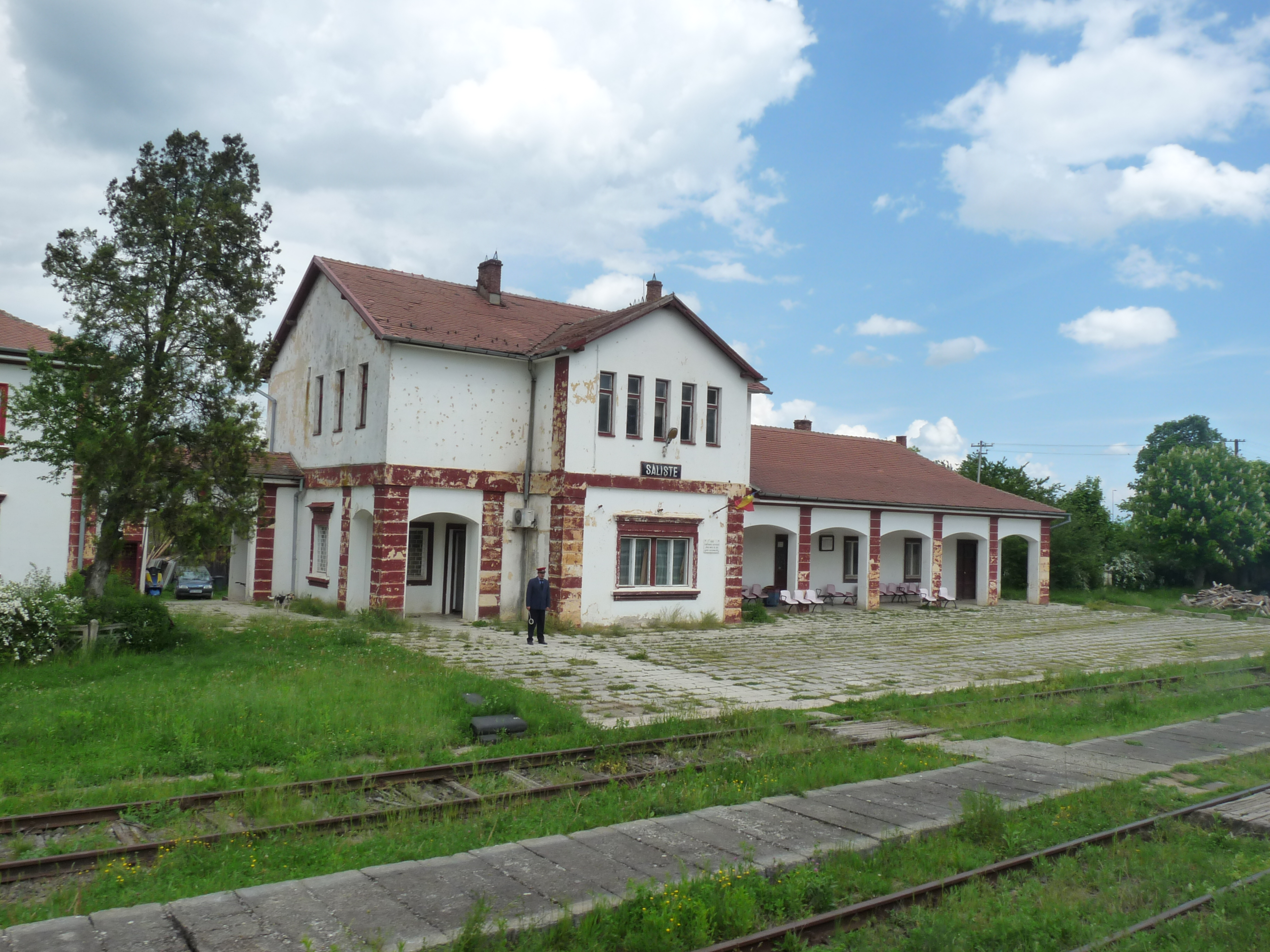
Gara
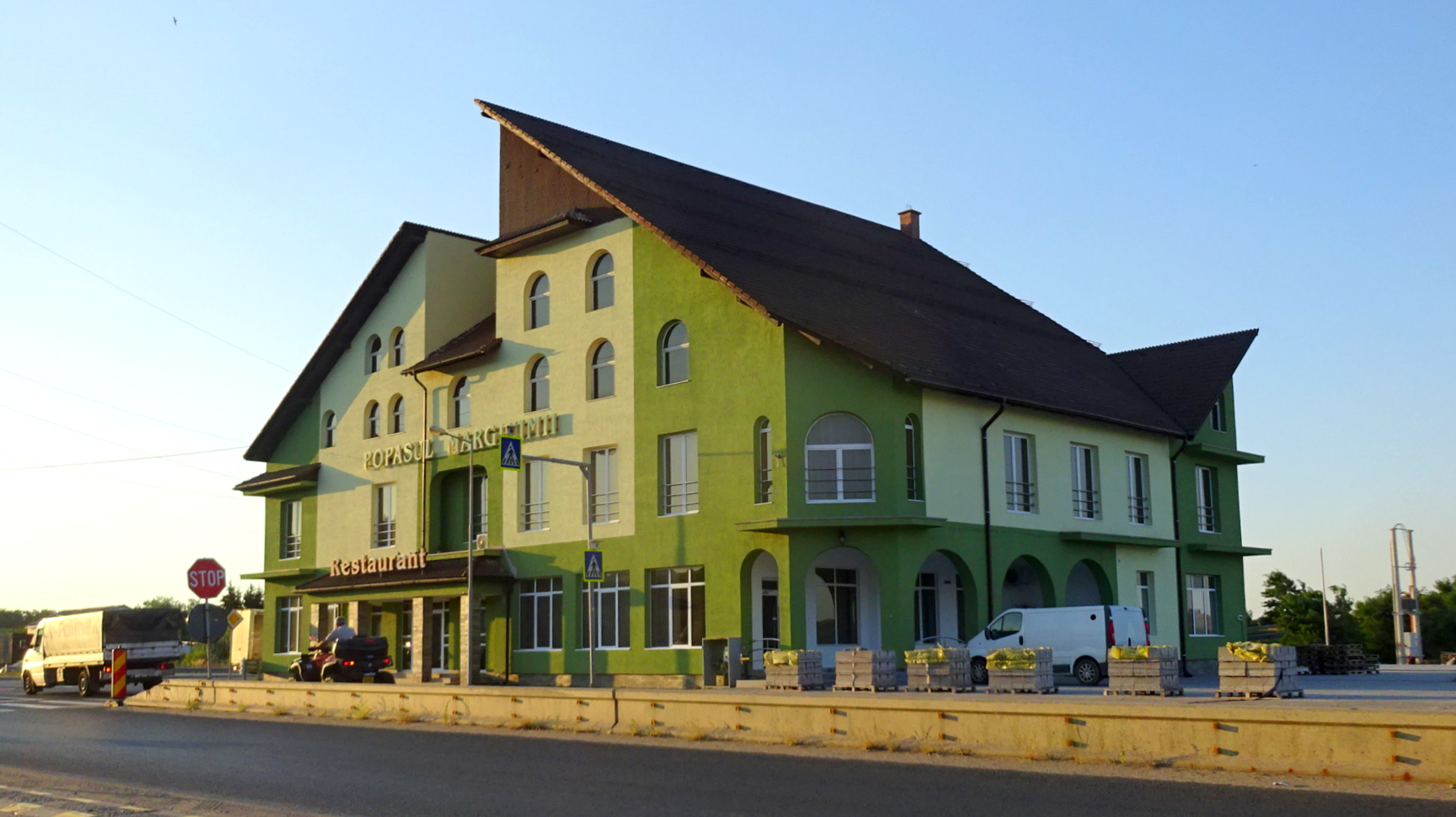
Popasul Mărginimii
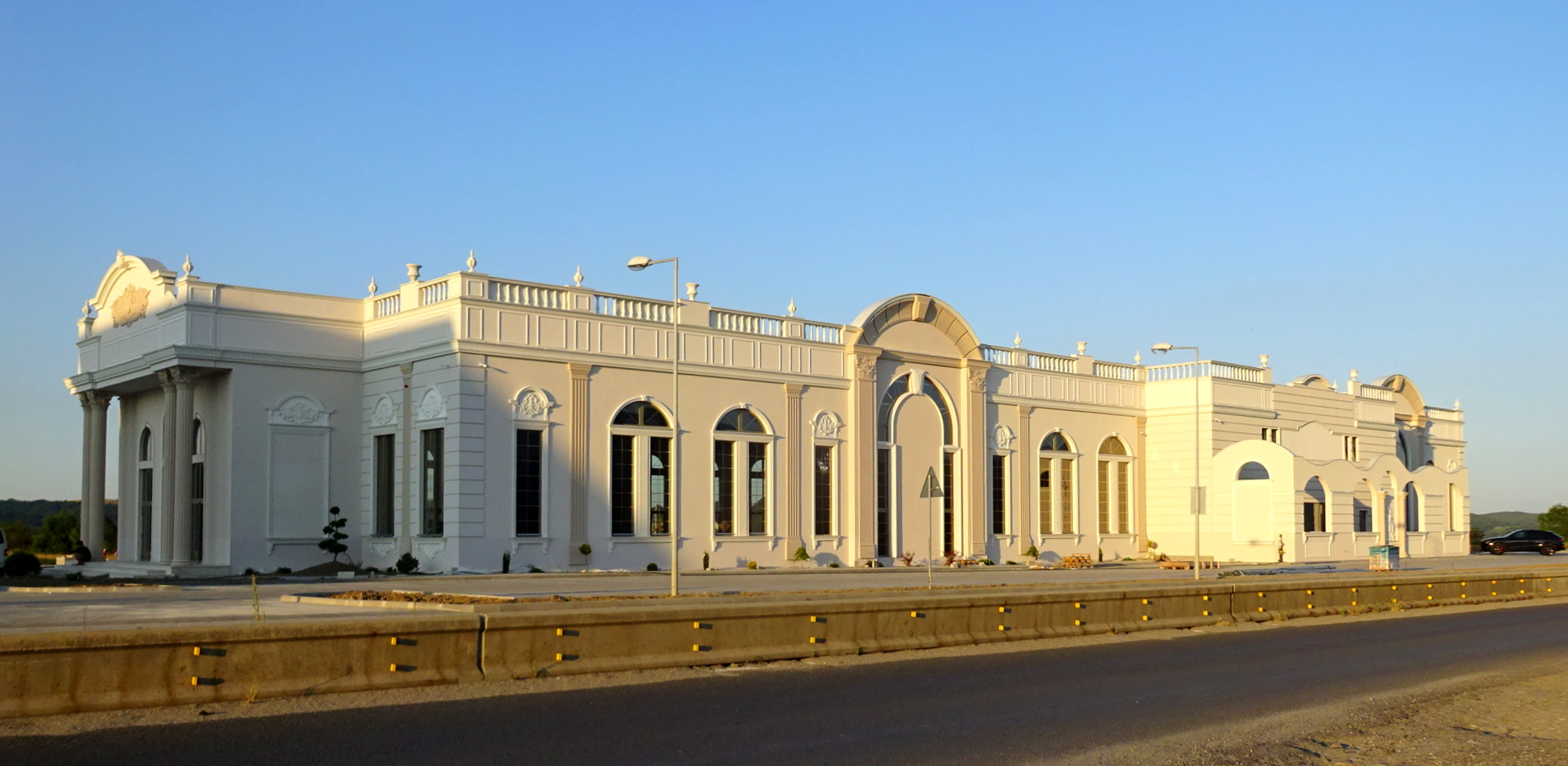